# Europa (klasa jachtu)

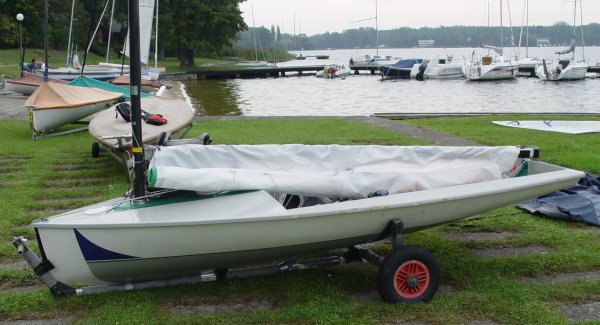
Łódka klasy Europa

Europa – jednoosobowa klasa łodzi żaglowej. Zaprojektowana w roku 1960, jako jeden z typów łodzi spełniających przepisy klasy Moth, dlatego była początkowo znana jako "Moth-Europe". Konstruktor: Alois Roland (Belgia). W latach 1992–2004 klasa olimpijska dla kobiet.
Łodzie klasy Europa są monotypami, produkowanymi przez kilku producentów na świecie, posiadających licencję międzynarodowego związku klasy. Klasa jest przeznaczona dla żeglarzy o wadze w granicach 50-70 kg, zapewnia szerokie możliwości doboru takielunku i osprzętu do wagi i siły zawodniczki lub zawodnika.
W Polsce, najliczniej klasa Europa reprezentowana jest w Poznaniu, Krakowie i Wolsztynie, innymi ośrodkami są: Mrągowo, Olsztyn, Warszawa, Gliwice i Koszalin. Na mistrzostwach Polski 2016 zostało sklasyfikowanych 36 łódek, natomiast w Pucharze Polski 2017 wzięło udział 45 zawodników.
Najbardziej znani polscy zawodnicy:
- Weronika Glinkiewicz – zawodniczka klubu JKW Poznań, a następnie Posnania Poznań. 20. miejsce na Igrzyskach Olimpijskich 1996, 10. miejsce na mistrzostwach świata 1998, 10. miejsce na mistrzostwach Europy 2002.
- Monika Bronicka – zawodniczka klubu Baza Mrągowo, a następnie AZS UWM Olsztyn. 14. miejsce na Igrzyskach Olimpijskich 2000, 21. miejsce na Igrzyskach Olimpijskich 2004, 6. miejsce na mistrzostwach świata 1998, 9. miejsce na mistrzostwach Europy 2000.
- Jacek Zbierski – zawodnik klubu Pocztowiec TPSA Poznań. 2. miejsce na mistrzostwach świata 1998, 3. miejsce na mistrzostwach Europy 1999, trzykrotny (z rzędu) zwycięzca regat Kieler Woche w latach 1998–2000.
- Marek Kaczmarek – zawodnik klubu JKW Poznań. Mistrz Polski 2008, Mistrz Polski 2009, Mistrz Polski 2012 (Juniorów)
- Ewa Kwiecińska – zawodnik klubu AZS Poznań. Mistrz Polski 2009, 2010 i 2011
- Błażej Przygórzewski – zawodnik klubu AZS Poznań. Mistrz Polski 2010 (Juniorów), Mistrz Polski 2010 (Seniorów), Mistrz Polski 2012 (Seniorów)